# Beatie Edney
Beatrice Edney (Londres, 23 de octubre de 1962) es una actriz británica, conocida principalmente por sus papeles como Heather MacLeod en la película de 1986 Highlander, Caroline Richardson en el largometraje de 1993 En el nombre del padre y Prudence Paynter en la serie de 2015 Poldark. Es hija de la actriz Sylvia Syms.

## Filmografía

### Cine y televisión
- A Day at the Beach (1970) - Winnie
- Lost Empires (1986) - Nancy Ellis
- Highlander (1986) - Heather MacLeod
- Diary of a Mad Old Man (1987) - Simone
- A Handful of Dust (1988) - Marjorie
- Inspector Morse (1989) - Deborah Burns
- Trouble in Paradise (1989) - Ann Kusters
- Frederick Forsyth Presents: Just Another Secret (1989) - Anneliese
- Mister Johnson (1990) - Celia Rudbeck
- Agatha Christie's Poirot (1990) - Mary Cavendish
- In the Name of the Father (1993) - Carole Richardson
- Hard Times (1994) - Louisa Gradgrind
- Mesmer (1994) - Marie Antoinette
- MacGyver: Trail to Doomsday (1994) - Natalia
- Prime Suspect (1995) - Susan Covington
- Dressing for Breakfast (1995-1998) - Louise
- The Tenant of Wildfell Hall (1996) - Annabella
- Highlander: Endgame (2000) - Heather MacLeod
- Murder Rooms (2001) - Lyla Milburn
- A Touch of Frost (2003) - Sheila Hadley
- Rosemary & Thyme (2006) - Penelope
- Kenneth Williams: Fantabulosa! (2006) - Joan Sims
- Miss Pettigrew Lives for a Day (2008) - Sra. Brummegan
- In Your Dreams (2008) - Zoe
- New Tricks (2009) - Janet Spencer
- Wallander (2010) - Adela Blomberg
- Law & Order: UK (2010) - Megan Parnell
- Lewis (2013) - Justine Skinner
- The Coroner (2015-2016) - Judith Kennedy
- Poldark (2015-2019) - Prudence "Prudie" Paynter